# Monster Hunter Generations
Monster Hunter Generations, connu sous le nom Monster Hunter X (モンスターハンタークロス, Monsutā Hantā Kurosu) au Japon, est un jeu vidéo d'action-RPG développé et édité par Capcom.  Il est commercialisé sur la gamme de consoles portables Nintendo 3DS le 28 novembre 2015 au Japon, puis en juillet 2016 en Amérique du Nord, Europe et Australie.
Le jeu propose certains lieux et ennemis issus d'épisodes précédents aux côtés de nouveaux environnements et monstres. Il est possible d'incarner les Felynes pour la première fois dans la série. Monster Hunter Generations est compatible avec le joystick droit des consoles de la gamme New Nintendo 3DS.
Une version améliorée intitulée Monster Hunter XX sort le 18 mars 2017 au Japon. Un portage en haute définition sur Nintendo Switch intitulé Monster Hunter XX - Nintendo Switch Ver. sort le 25 août 2017 au Japon, il sort le 28 aout 2018 en Occident sur les consoles Nintendo Switch et Nintendo Switch modèle OLED sous le nom de Monster Hunter Generations Ultimate.